# Welordeningsstelling
In de verzamelingenleer, een deelgebied van de wiskunde, is de welordeningsstelling of het welordeningsprincipe de uitspraak dat elke verzameling welgeordend kan zijn. Deze stelling staat ook bekend als de stelling van Zermelo en is gelijkwaardig aan het keuzeaxioma.
Ernst Zermelo voerde het keuzeaxioma als een "niet bezwaarlijk logisch principe" in om de welordeningsstelling te bewijzen. Dit is belangrijk omdat welgeordendheid de krachtige techniek van transfiniete inductie toepasbaar maakt voor een verzameling. De welordeningsstelling heeft gevolgen die paradoxaal kunnen lijken; een voorbeeld daarvan is de Banach-Tarski-paradox.

## Geschiedenis
Georg Cantor beschouwde de welordeningsstelling als een "fundamenteel principe in het denken." De meeste wiskundigen vinden het echter moeilijk om zich een visuele voorstelling te vormen van de welordening van bijvoorbeeld de verzameling {\displaystyle \mathbb {R} } van reële getallen. In 1904 beweerde Gyula Kőnig dat hij had bewezen dat een dergelijke welordening niet kan bestaan. Een paar weken later vond Felix Hausdorff echter een fout in Königs bewijs. Wel bleek echter dat de welordeningsstelling gelijkwaardig is aan het keuzeaxioma, in die zin dat in de eerste orde logica een van beide samen met de Zermelo-Fraenkel axioma's voldoende is om de andere te bewijzen. Hetzelfde geldt ook voor het lemma van Zorn. In de tweede orde logica is de welordeningsstelling strikt genomen sterker dan het keuzeaxioma: uit de welordeningsstelling kan men hier het keuzeaxioma deduceren.

## Bewijs uit het Lemma van Zorn
De welordeningsstelling volgt uit het lemma van Zorn. Noem {\displaystyle W} de verzameling van alle welordeningen van deelverzamelingen van {\displaystyle X}: een element van {\displaystyle W} is een geordend paar {\displaystyle (a,b)} waarbij {\displaystyle a\subset X} en {\displaystyle b} een welordening is van {\displaystyle a}. {\displaystyle W} kan hiermee partieel geordend worden. Dat houdt in dat {\displaystyle E\leq F} als {\displaystyle E} een beginsegment is van {\displaystyle F} en de ordening van de elementen van {\displaystyle E} dezelfde is als die van {\displaystyle E\leq F}. Als {\displaystyle E} een keten is in {\displaystyle W}, kan de vereniging van de verzamelingen van {\displaystyle E} zo worden geordend dat die overgaat in een voortzetting op elke vereniging uit {\displaystyle E}; die ordening is een welordening en daarom een bovengrens van {\displaystyle E} in {\displaystyle W}. Uit het Lemma van Zorn volgt dan dat {\displaystyle W} een maximaal element heeft, bijvoorbeeld {\displaystyle (M,R)}. De verzameling {\displaystyle M} moet gelijk zijn aan {\displaystyle X}, want als {\displaystyle X} een element heeft {\displaystyle x\notin M} dan heeft {\displaystyle M\cup \{x\}} een welordening beperkt tot {\displaystyle R} in {\displaystyle M}, en waarvoor {\displaystyle x} groter is dan alle elementen van {\displaystyle M}. Deze welgeordende set is een uitbreiding van {\displaystyle (M,R)}, wat in tegenspraak is met de maximaliteit ervan, dus {\displaystyle M=R}. Daarom is {\displaystyle R} een welordening van {\displaystyle X}.

## Voetnoten
1. ↑  (en)  Marek Kuczmazie An introduction to the theory of functional equations and inequalities
2. ↑  (en)   Shapiro, Stewart (1991). Foundations Without Foundationalism: A Case for Second-Order Logic. Oxford University Press, New York. ISBN 0198533918.